# 李國毅
李國毅（1986年1月22日—），臺灣演員及運動員，拍過多部台灣電視劇。
畢業於國立臺灣體育學院休閒運動學系，擅長田徑、游泳和籃球。他擁有游泳教練、裁判及潛水員等證照。
2006年，參演於電影《單車上路》，並因而開啟其演藝生涯。後來，他又演出於《蜂蜜幸運草》、《比賽開始》、《星光下的童話》等多部電視劇，而漸受大眾關注。
2018年，他以主演於電視劇《麻醉風暴2》，入圍第53屆金鐘獎戲劇節目男主角獎獎項。
2024年，以《商魂》，入圍第59屆金鐘獎迷你劇集（電視電影）男配角獎獎項。

## 音樂作品

### 原聲帶
- 2008年5月16日   《蜂蜜幸運草電視原聲帶》
  - 收錄：幸運草的祝福（Clover幸運草樂團：鄭元暢、彭于晏、李國毅、張鈞甯、伊藤千晃）
  - 收錄： Be My King（李國毅）
- 2010年1月15日   《方子浩首張個人EP》
  - 收錄：因為你（詞、曲：李國毅）
  - 收錄：離開我的那一天（詞、曲：荒山亮）
- 2010年4月20日   《星光下的童話電視原聲帶》
  - 收錄：愛是關鍵（詞：李國毅、荒山亮；曲：荒山亮）
  - 收錄：因為你（詞、曲：李國毅）
  - 收錄：老城外（詞、曲：荒山亮）
  - 收錄：離開我的那一天（詞、曲：荒山亮）
  - 收錄：去年的星光-男女合唱版（合唱：田中千繪）
- 2013年2月   《【回家】電視原聲帶》
  - 收錄：只有月亮全看見（詞：姚謙、李叔同、陳哲甫；曲：張簡君偉、John.P.Ordway）
- 2013年7月   《【世界第一麥方】電影原聲帶》[1]
  - 收錄：一條路一直走（詞：李國毅、林正盛、陳明章；曲：陳明章）
- 2015年9月 《落跑吧愛情》電影原聲帶
  - 收錄：回到最初（詞：任賢齊)
- 2016年12月 《如朕親臨》電視劇插曲
  - 收錄：唯一（詞曲：田亞霍)
- 2017年9月 《麻醉風暴2》電視劇片尾曲
  - 收錄：Never Give Up
- 2017年9月 《麻醉風暴2》電視劇饒舌插曲
  - 收錄：Save Life、No One Is the Outsider、困獸、白色殺手、Keep My Faith （全與BR合唱）

### EP
- 2014年9月10日 《李國毅的自由旅行：EP+寫真》
  - 收錄：In A Good Way（詞、曲：李國毅）
  - 收錄：陪你幸福（詞、曲：李國毅）
  - 收錄：水瓶（詞：李國毅；曲：李國毅、黑男）

## 電視劇
| 首播年份 | 播出頻道               | 劇名                                | 飾演           | 備註       |
| -------- | ---------------------- | ----------------------------------- | -------------- | ---------- |
| 2006年   | 公視                   | 《極限燙衣板》                      | 小虎           | 第一男主角 |
| 2006年   | 公視                   | 《心靈詩篇－騷動的青春》            | 明治           | 單元男主角 |
| 2008年   | 華視、八大綜合台       | 《蜂蜜幸運草》                      | 安竹本         | 第三男主角 |
| 2009年   | 台視、三立都會台       | 《比賽開始》                        | 林啟明洪啟勝   | 第一男主角 |
| 2009年   | 央視一套               | 《蓮花雨》                          | 喬子良         | 第一男主角 |
| 2010年   | 華視、TVBS歡樂台       | 《星光下的童話》                    | 方子浩         | 第二男主角 |
| 2011年   | 台視、三立都會台       | 《勇士們》                          | 林志宏         | 單元男主角 |
| 2012年   | 浙江衛視、壹電視       | 《回家》                            | 蘇台傑         | 第三男主角 |
| 2013年   | 三立都會台、東森綜合台 | 《我的自由年代》                    | 劉杉峰         | 第一男主角 |
| 2014年   | 三立都會台、東森綜合台 | 《22K夢想高飛》                     | 任道遠         | 第二男主角 |
| 2015年   | 三立都會台、東森綜合台 | 《料理高校生》                      | 韓             | 第一男主角 |
| 2016年   | 台視、東森綜合台       | 《我和我的十七歲》                  | 何皓一         | 第一男主角 |
| 2016年   | 公視                   | 《滾石愛情故事-我是真的付出我的愛》 | 盧明進         | 單元男主角 |
| 2016年   | 台視、東森綜合台       | 《如朕親臨》                        | 王諾王朕       | 第一男主角 |
| 2017年   | 公視、八大戲劇台       | 《麻醉風暴2》                       | 熊森（熊崽）   | 第二男主角 |
| 2018年   | 愛奇藝                 | 《非常搭檔》                        | 何睦           | 第一男主角 |
| 2018年   | 台視、東森綜合台       | 《1006的房客》                      | 柯震宇         | 第一男主角 |
| 2019年   | LINE TV、八大綜合台    | 《靈異街11號》                      | 高志海         | 第一男主角 |
| 2019年   | 台視、東森綜合台       | 《愛情白皮書》                      | 薛明鋒         | 特別演出   |
| 2020年   | 三立都會台、華視       | 《廢財闖天關》                      | 趙子默（財神） | 第一男主角 |
| 2020年   | 公視、八大綜合台       | 《故事宮寓》                        | 翠玉白菜       | 單元男主角 |
| 2020年   | LINE TV                | 《金愛演真探團》                    | 林廷議         | 第一男主角 |
| 2021年   | 三立都會台、華視       | 《廢財闖天關2》                     | 趙子默趙天財   | 第一男主角 |
| 2021年   | 華視                   | 《俗女養成記2》                     | 何文明         | 特別演出   |
| 2021年   | 華視、八大戲劇台       | 《無神之地不下雨》                  | 賴智銘         | 特別演出   |
| 2022年   | 公視、friDay影音       | 《你的婚姻不是你的婚姻－聖筊》      | 黎大仁         | 第二男主角 |
| 2023年   | 中視、衛視中文台       | 《女兒大人加個賴》                  | 神父           | 客串       |
| 2023年   | 中視                   | 《開創者》                          | 張碩           | 第二男主角 |
| 2024年   | 民視、三立台灣台       | 《商魂》                            | 黃宏達         | 第二男主角 |
| 2024年   | 中視、三立都會台       | 《幸福房屋事件簿》                  | 歐陽志雲       | 客串       |
| 2025年   |                        | 《成名在望》                        |                | 第一男主角 |
| 2025年   |                        | 《微醺大飯店1980s》                 |                | 第一男主角 |

## 電影
| 年份   | 導演   | 片名               | 飾演           | 備註                             |
| ------ | ------ | ------------------ | -------------- | -------------------------------- |
| 2006年 | 李志薔 | 《單車上路》       | 楊治國         |                                  |
| 2006年 | 周美玲 | 《黃金密碼》       | 李國           |                                  |
| 2007年 | 黃原   | 《少年之家》       | 小志           | 基督教芥菜種會短片。             |
| 2008年 | 黃玉珊 | 《城市美景之夜夜》 | 阿偉           |                                  |
| 2008年 | 李鼎   | 《愛的發聲練習》   | 阿杰           |                                  |
| 2013年 | 林正盛 | 《世界第一麥方》   | 吳寶春         |                                  |
| 2015年 | 任賢齊 | 《落跑吧愛情》     | 武思富         |                                  |
| 2022年 | 林錦和 | 《你在我心上》     | 愛琳男友(客串) |                                  |
| 未定   | 王同   | 《藥草師》         | 藤查九         | 合作演員：周采詩、郝劭文、張棋惠 |

### 配音
| 動畫   |                   |          |        |
| 年份   | 片名              | 飾演     | 導演   |
| 2025年 | 《勇者動畫系列2》 | 首席勇者 | 楊子霆 |

## 音乐录影带(MV)
- 2005年 S.H.E 《天灰》
- 2007年 S.H.E 《說你愛我》
- 2007年 F.I.R 《三個心願》
- 2008年 CLOVER 《幸運草的祝福》
- 2009年 BY2 《我知道》
- 2014年 郭靜 《即溶愛人》
- 2025年 家家 《你呢》

## 出版作品

### 書籍
- 《我和爺爺的青春約會》.2012.01.19 ISBN 9789862721070
- 《李國毅的自由旅行EP+寫真》.2014.09.10 ISBN 9789869096928
- 《靠近 APPROACHING 李國毅》.2018.05.14 ISBN 9789868778580

## 獎項紀錄
| 年份   | 頒獎典禮                                                         | 獎項                         | 作品            | 結果 |
| 2006年 | The Asian Festival of First Films （第二屆新加坡亞裔首作電影節） | 最佳男演員獎                 | 單車上路        | 獲獎 |
| 2014年 | Milk award                                                       | 年度最佳演員獎               | 我的自由年代    | 獲獎 |
| 2014年 | 第三屆華劇大賞                                                   | 最佳螢幕情侶獎（與任容萱）   | 我的自由年代    | 獲獎 |
| 2014年 | 第三屆華劇大賞                                                   | 最佳接吻獎（與任容萱）       | 我的自由年代    | 提名 |
| 2014年 | 第三屆華劇大賞                                                   | 微博兩岸三地人氣獎           | 我的自由年代    | 提名 |
| 2014年 | 第三屆華劇大賞                                                   | 最佳催淚獎（與任容萱）       | 我的自由年代    | 提名 |
| 2014年 | 第三屆華劇大賞                                                   | 最佳男演員獎                 | 我的自由年代    | 提名 |
| 2014年 | 第三屆華劇大賞                                                   | 最佳男演員獎                 | 《22K夢想高飛》 | 提名 |
| 2014年 | 第三屆華劇大賞                                                   | 最佳螢幕情侶獎（與郭書瑤）   | 《22K夢想高飛》 | 提名 |
| 2015年 | 第四屆華劇大賞                                                   | 華流雜誌年度最暢銷大獎       | 料理高校生      | 獲獎 |
| 2015年 | 第四屆華劇大賞                                                   | 最佳接吻獎（與林予晞）       | 料理高校生      | 提名 |
| 2015年 | 第四屆華劇大賞                                                   | 最佳男演員獎                 | 料理高校生      | 獲獎 |
| 2018年 | 第53屆金鐘獎                                                     | 戲劇節目男主角獎             | 麻醉風暴2       | 入圍 |
| 2024年 | 第59屆金鐘獎                                                     | 迷你劇集／電視電影男配角獎獎 | 商魂            | 提名 |

## 外部連結
- 李國毅的Facebook專頁
- 李國毅的新浪微博
- 李國毅的Instagram帳戶
- 李國毅所屬經紀公司-觀星娛樂的Facebook專頁
- 李國毅在互联网电影资料库（IMDb）上的資料（英文）
- 李國毅在香港影庫上的簡介
- 李國毅在台灣電影網上的資料（繁體中文）